# Butòxid de piperonil
El butòxid de piperonil (BOP) és un compost orgànic sinèrgic de plaguicides especialment per la piretrina, els piretroides i la rotenona. Per ell mateix no té propietats plaguicides. Tanmateix quan s'afegeix a compostos plaguicides com els insecticides; la piretrina, piretroides, i els carbamats, la seva potència es veu incrementada considerablement.

## Mecanisme d'acció
El butòxid de piperonil és un potent inhibidor enzimàtic del citocrom p450. Aquesta família d'enzims són les principals que actuen en els mecanismes de destoxificació de molts plaguicides. Inhibint els mecanismes desintoxicació permet que les concentracions del plaguicida dins l'organisme siguin més grans donat que impedeix la seva metabolització fent que romangui més temps dins del cos de l'insecte o organisme que es vol eliminar. El butòxid de piperonil és moderadament estable, i és un derivat semisintètic del safrol.

## Toxicitat
Hi ha un debat sobre si el butòxid de piperonil és oncogènic, mutagènic o teratogènic en humans. La seva toxicitat oral i dèrmica en mamífers es baixa, amb una LD50 de 7.500 a 6.150 mg/kg quan s'administra oralment a rates.
Un estudi fet l'any 2011 va trobar una associació significativa amb l'aire amb butòxid de peronil durant l'embaràs i un retard del desenvolupament mental als 36 mesos d'edat. Segons els investigadors aquest retard és similar a l'observat per l'exposició al plom.